# 皮埃尔·莱纳
皮埃尔·莱纳（法語：Pierre Léna，1937年11月22日—），男，生于巴黎，法国天体物理学家。